# Aldephonse Du Jardin
Baron Aldephonse Alexandre Félix Du Jardin (Gent, 17 februari 1796 - Brussel, 24 november 1870) was een Belgisch diplomaat.

## Biografie
Aldephonse Du Jardin was een zoon van baron Pierre-Joseph Du Jardin, drukker-uitgever, en van Antoinette Suzan. Hij stamde af van Jean Du Jardin, schepen van Gent in 1228. Hij trouwde in Parijs op 21 maart 1827 met Félicité Chevin (1806-1842) en hertrouwde in Hannover in 1844 met barones Louise de Zesterflieth (1813-1878), die hofdame van de koningin van Hannover was geweest. Uit het eerste huwelijk had hij een dochter, barones Élisa Du Jardin (1828-1919) die trouwde met luitenant-generaal Louis de Witte (1822-1890). Ze waren de ouders van luitenant-generaal Léon de Witte de Haelen (1857-1933). Uit het tweede huwelijk had hij een zoon, baron Edouard du Jardin (1845-1911), die diplomaat werd en ongehuwd bleef. Met hem doofde de recent geadelde familie uit.
Du Jardin werd buitengewoon gezant en gevolmachtigd minister. Hij nam deel aan de conferenties die leidden tot de vredesverdragen van 1839 en 1842 tussen het Verenigd Koninkrijk der Nederlanden en het koninkrijk België. Hij was ambassadeur in verschillende Europese landen: Denemarken (1845-1848), Spanje (1849-1853), Nederland (1858-1867) en het Verenigd Koninkrijk (1867-1869). Hij was ook secretaris-generaal van het ministerie van Financies. Hij was een van de tussenpersonen voor de contacten tussen koning Leopold I en de Parijse bankier James Mayer de Rothschild.
In 1848 ontving hij de titel baron voor zichzelf en voor al zijn afstammelingen, wat meteen de opname betekende in de erfelijke adel van het koninkrijk. Deze bevordering onderstreepte zijn goede relaties met koning Leopold I.